# Отрадовское сельское поселение (Ростовская область)
Отрадовское сельское поселение — муниципальное образование в Азовском районе Ростовской области.
Административный центр поселения — село Отрадовка.

## География
Отрадовское сельское поселение расположено на границе с Краснодарским краем.

## Административное устройство
В состав Отрадовского сельского поселения входят:
- село Отрадовка,
- хутор Григорьевка,
- хутор Кульбакин,
- хутор Марков,
- хутор Мечетка,
- село Орловка,
- хутор Платоновка,
- село Советский Дар,
- хутор Сонино.

## История
«Дачи» семьи Ковалевских
  История появления сел Отрадовка и Совдар, а также хуторов Григорьевка, Платоновка и Сонино связана с помещичьим родом Ковалевских. Родоначальником именитой династии считается видный чиновник екатерининских времен Иван Ковалевский. В тот период шло заселение южных земель. Чиновники и отличившиеся в боях военные получали «дачи». Это были неосвоенные, но плодородные и перспективные земли. Служивший в Таганроге Ковалевский присмотрел себе «дачу» на берегу далекой речки Ея.
  Первый населенный пункт появился в этих краях в 1796 году. Сейчас он называется Сов-Дар, а в те времена деревня получила имя Царедар. Считается, что основал его Григорий Иванович Ковалевский. Всего через несколько лет на месте нынешнего хутора Платоновка образовалась еще одна деревня. В 1790-х годах на месте нынешнего  хутора Григорьевка и берегах "пруда" Григорий Коваленский основал хутор Павлодар, в честь императора Павла I. Деревни заселялись перевезенными из Малороссии крестьянами. В начале девятнадцатого века в этих населённых пунктах проживало почти по сто душ в каждом. Они обрабатывали обширные земли помещика.
  В 1827 году Григорий Ковалевский умер, и его владения были разделены между детьми и внуками. Вскоре некоторые из наследников стали образовывать свои имения. Внучка Григория, София, основала хутор Сонино, но официальной датой образования этого хуторка считается 1847 год, когда он был продан помещице Клеопатре Клейнмихель. Один из сыновей, названный в честь отца Григорием, получил половину хутора Павлодар. Эта половина с тех пор называется Григорьевка или "Рябивка"(из-за внешности Григория Коваленского, который переболел оспой). Датой основания Григорьевки принято считать 1853 год.
  Село Отрадовка было основано в 1822 году, еще до раздела наследства Григория Ивановича. Основателем деревни считается старший сын помещика Михаил Ковалевский. В наследство от матери ему достались крепостные крестьяне. Михаил Григорьевич переселил их на земли у оврага Мечетного. Со временем здесь образовался населенный пункт. Сын помещика назвал его Отрадой Павлодарской. Деревня находилась в центре обширных владений Ковалевских. Такое удобное географическое положение позволило  ей стремительно развиваться. Михаил Григорьевич, а позже и его сын Егор, все чаще проводили время не в Павлодаре, а в Отраде. В 1861 году населенный пункт стал волостным центром.
Усадьба помещика Третьякова
  Датой образования села Орловка считается последнее десятилетие девятнадцатого века. Живший за Александровкой помещик Третьяков поселил на участке плодородной земли несколько крестьянских семей. В основном это были выходцы их Украины. Орловка берет свое начало от небольшой улицы всего в восемь дворов. Неподалёку были помещичья усадьба, дом приказчика, постройки для скота, амбар. Крестьяне своей земли не имели. Они платили Третьякову оброк. Часто из-за непосильных поборов возникали конфликты. Например, известно, что в 1905 году крестьяне отказались платить оброк. В то время по стране прокатились революционные волнения. Не минули они и южную часть Приазовья. В соседнем Царедаре крестьяне убили помещика Ковалевского. Последнему представителю знаменитого рода на тот момент было почти восемьдесят лет. В Орловке подобного не допустили. Бунт был пресечен. Зачинщиков волнений из деревни выгнали, а их дома разрушили.
  Соседний хутор Марков тоже связывают с именем помещика Третьякова. Населенный пункт начинался с четырех дворов. И только после революции Марков стал разрастаться.
Земля — крестьянам!
  Идеи победивших в октябре 1917 года большевиков населением Южной части Приазовья были горячо поддержаны. Здесь проживало очень много крестьян, которые мечтали о получении земли. Сразу же после революции появилось множество ее сторонников.
  В 1917 году в Орловке был создан первый Совет рабочих и крестьянских депутатов. В Отрадовке в этом же году был организован красногвардейский отряд, влившийся в Первый Александровский кавалерийский революционный эскадрон. Организатором отряда был отрадовец Петр Курышко. На счету красного командира множество боевых побед. Его имя вписано в новейшую историю Приазовья. Это самый известный житель Отрадовской земли.
  В 1925 году, когда в селе было образовано  первое  коллективное хозяйство, его назвали в честь Петра Курышко. Полноправным колхозом сельхозпредприятие стало в 1929 году. Тогда в его состав вошли артели соседних сел. Первый и собранный в колхозе урожай был по современным меркам невеликим - в среднем всего около шести центнеров с гектара. Но это объяснимо - наука в те времена не применялась, а техники не хватало. В колхозе имелась одна молотилка, конные плуги и сеялки. Лошадей не хватало, поэтому пахали на коровах. Но, несмотря на трудности, все горели энтузиазмом и верили в светлое будущее.
  Со временем хозяйство крепчало. Уже в 1930 году в Отрадовке построили    семилетнюю школу. Спустя три года в селе открыли   клуб с библиотекой. На полях колхоза имени Курышко стали появляться  новые трактора.  Технику     осваивали не только мужчины. На всю страну стало известно имя    отрадовской  трактористки Паши Кавардак.
  На женские плечи легла миссия по выращиванию хлеба и в годы войны. Много прославленных тружениц было в колхозе и в последующие мирные годы. Колхоз крепчал, хорошели населенные пункты, становилась стабильной  жизнь селян и хуторян. Работали школы, строились детские сады, клубы, работали магазины. В 80-е  годы колхоз Курышко, в котором     работали жители Отрадовки, Григорьевки, Советского Дара, Платоновки и Сонино, был одним из передовых в районе. В колхозе трудилось почти 850 человек.
  Параллельно с растениеводством и животноводством развивалось подсобное хозяйство. При колхозе имелись молочный завод, пилорама, цеха по пошиву текстиля и меховых изделий.
  Распад Советского Союза и последовавшие за этим перемены подорвали экономику некогда успешного и стабильного предприятия. Колхоз стал называться ассоциацией крестьянских хозяйств. Но дела у предприятия становились все хуже и хуже. Это отразилось на настрое селян. Некогда тихие Отрадовка и соседние хутора кипели страстями. В 1997 году колхоз имени Курышко прекратил свое существование. Его земли были раздроблены на несколько новых объектов. Появились сельхозартель «Заря», объединение фермерских хозяйств «Содружество» и множество крестьянско-фермерских хозяйств. Испытание временем прошли немногие. Часть фермеров разорилась.  Обанкротилась и  сельхозартель «Заря». Сейчас на ее базе, появилось предприятие имени Петра Курышко.
«Равнение на «Рассвет»
  Колхоз «Рассвет» был образован в 1965 году. В марте перед началом весеннего сева из состава колхоза имени Курышко вышло несколько бригад. Это была обычная практика тех лет, когда хозяйства то укрупнялись, то вновь разъединялись. В состав нового колхоза вошли бригады, расположенные в селе Орловка и хуторах Марков, Кульбакин, Мечетка. Но и до образования «Рассвета» на базе этих населенных пунктов были бригады других хозяйств. Первый здешний колхоз назывался «Сноп». Затем образовали колхоз «Красная Заря». Спустя четыре года появилось коллективное хозяйство «Красный авангард», а в 1950 году - колхоз имени Молотова. Но до наших дней было суждено просуществовать только образованному почти полвека назад «Рассвету». Предприятие пережило два с половиной десятилетия процветания. Потом были непростые перестроечные годы. Восстанавливать предприятие после разрухи выпало на долю Ивана Петровича Дехтярева. Почти полтора десятилетия он был в должности председателя. Сейчас сельхозартель «Рассвет» возглавляет Александр Александрович Карманов. Уже три года потомственный хлебороб стремится вернуть хозяйству былое величие.

## Население
| 2010  | 2012  | 2013  | 2014  | 2015  | 2016  | 2017  |
| ----- | ----- | ----- | ----- | ----- | ----- | ----- |
| 2165  | ↘2073 | ↘2016 | ↘1963 | ↘1952 | ↘1899 | ↘1870 |
| 2018  | 2019  | 2020  | 2021  |       |       |       |
| ↘1829 | ↘1799 | ↘1770 | ↗1796 |       |       |       |